# Lake Forest Park
Lake Forest Park – miasto w Stanach Zjednoczonych, w stanie Waszyngton, w hrabstwie King.